# Jean-Emmanuel Vermot-Desroches
Pour les articles homonymes, voir Vermot et Desroches.
Jean-Emmanuel Vermot-Desroches, né à Marseille en 1974 est un auteur de bande dessinée et  illustrateur français. Il utilise parfois le pseudonyme de Jim Vermoch.

## Biographie
Il étudie à l'École supérieure de l'image à Angoulême. Dans cette ville, avec d'autres étudiants, il se lance dans l'édition avec Café Creed, puis participe au site Coconino World. C'est en y lisant sa série Les chevaliers maigres que Joann Sfar contacte Vermot-Desroches pour lui proposer de dessiner un album de la série Donjon : La nuit du tombeur. L'album parait en 2003.
J.-E. Vermot-Desroches a par ailleurs participé au Comix 2000. En 2021, il lance en solo la série Affamés - Les tribulations de Hum ? & Wouaf ! chez l'éditeur Bang ediciones, .

## Œuvres

### Albums
- La Nuit du tombeur, Donjon Monsters, Joann Sfar (scénario), Lewis Trondheim (scénario), Walter (couleur), Delcourt, coll. « Humour de rire », 2003.
- Le grimoire du petit peuple, scénario de Pierre Dubois, dessin : collectif (dont Jean-Emmanuel Vermot-Desroches), Delcourt
  - 2. La forêt[4], 2005
- Butch Cassidy, Frédéric Brémaud (scénario), Bruno Duhamel (scénario), Kness (couleur, T.1), Laurence Croix (couleur, T.2)
  - Butch Cassidy t.1 - Walnut Grave[5],[6], Vents d'Ouest, 2006.
  - Butch Cassidy t.2 - El Paso[7], Vents d'Ouest, 2007.
- Affamés - Les tribulations de Hum ? & Wouaf !, Bang ediciones
  - Dans un monde inconnu. Volume 1[2],[3], 2021

### Récits courts
- Les Démons de St-Francis, Choco Creed no 2, janvier 2003.

### Illustrations
- Gare au lapin ![8], textes de Pascal Hérault, Nathan, 2003
- Les Maléfices d'Halequin (couvertures, illustrations), texte de Marc Cantin, Nathan
  - Tome 1 : L'Œil de Bézoard[9], 2004
  - Tome 2 : La Nuit des ghülls[10], 2004
  - Tome 3 : Le Dernier Combat[11],[12], 2005
- Cinq sorcières en péril (couverture), Bayard Jeunesse, 2004
- La Préhistoire, texte de Natacha Scheidhauer-Fradin, Milan, coll. « mes p'tites questions », 2012
- Le football, texte de  Jerôme Leclerc, Milan, collection Les grands docs, 2014
- Vivre ensemble, texte de Sylvie Baussier, Nathan jeunesse, 2016
- Sur les pas de Francesco : le pauvre d'Assise, texte de Yann Bernabot, Bayard jeunesse, 2016
- La nuit des héros, texte de Yann Bernabot, Bayard jeunesse, 2018, pré-publication dans J'aime lire (juin 2014)[13]